# Limnonectes palavanensis
Espèce
Synonymes
- Rana palavanensis Boulenger, 1894

Statut de conservation UICN

 LC  : Préoccupation mineure
Limnonectes palavanensis est une espèce d'amphibiens de la famille des Dicroglossidae.

## Répartition
Cette espèce se rencontre entre 100 et 1 200 m d'altitude, :
- à Bornéo dans le Nord de Kalimantan en Indonésie, en Malaisie orientale et au Brunei ;
- aux Philippines à Palawan.

## Description
L'holotype de Limnonectes palavanensis mesure 43 mm. Son dos est brun. Sa tête est marquée d'une barre noire entre les yeux. Une tache en forme de V inversé est présente au niveau de ses épaules. Sa face ventrale est blanchâtre.

## Étymologie
Son nom d'espèce, composé de palavan et du suffixe latin -ensis, « qui vit dans, qui habite », lui a été donné en référence au lieu de sa découverte, l'île de Palawan.

## Publication originale
- Boulenger, 1894 : On the Herpetological Fauna of Palawan and Balabac. Annals and Magazine of Natural History, sér. 6, vol. 14, p. 81-90 (texte intégral)